# Röd arrowrot
Röd arrowrot (Canna indica) tillhör kannasläktet i familjen kannaväxter (Cannaceae). Inga underarter finns listade i Catalogue of Life.
Växten finns naturligt i Västindien och Amerikas tropiska klimat och är även vanlig som trädgårdsplanta. Den är en perenn och sambyggare som växer till att bli mellan en halv meter och två och en halv meter beroende på sort.

## Frön
Växtens frön är små, runda, svarta kulor som är hårda och sjunker i vatten. De påminner om gevärshagel. Fröna är tillräckligt hårda för att skjutas genom trä och därefter fortfarande kunna gro. Enligt BBC sägs fröna ha använts som substitut för blykulor av soldater vid Sepoyupproret i Indien i slutet av 1850-talet 
Fröna används även som smycken och som rörliga delar i musikinstrumentet kayamb från den franska ön Réunion, samt rytminstrumentet hosho från Zimbabwe, där fröna kallas "hotafrön".

## Övrigt
Röd arrowrot är den första art som beskrivs i första upplagan av Carl von Linnés Species plantarum (1753), och är därmed på sätt och vis den första växt som fått ett godkänt vetenskapligt namn.

## Galleri

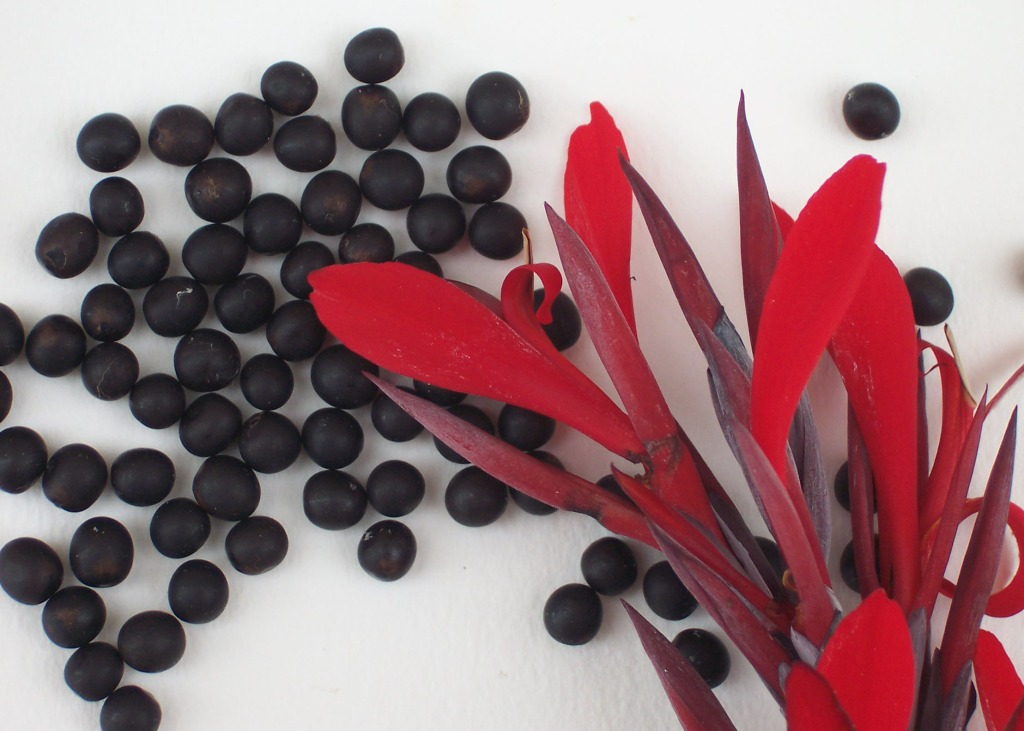
Röd arrowrot med frön
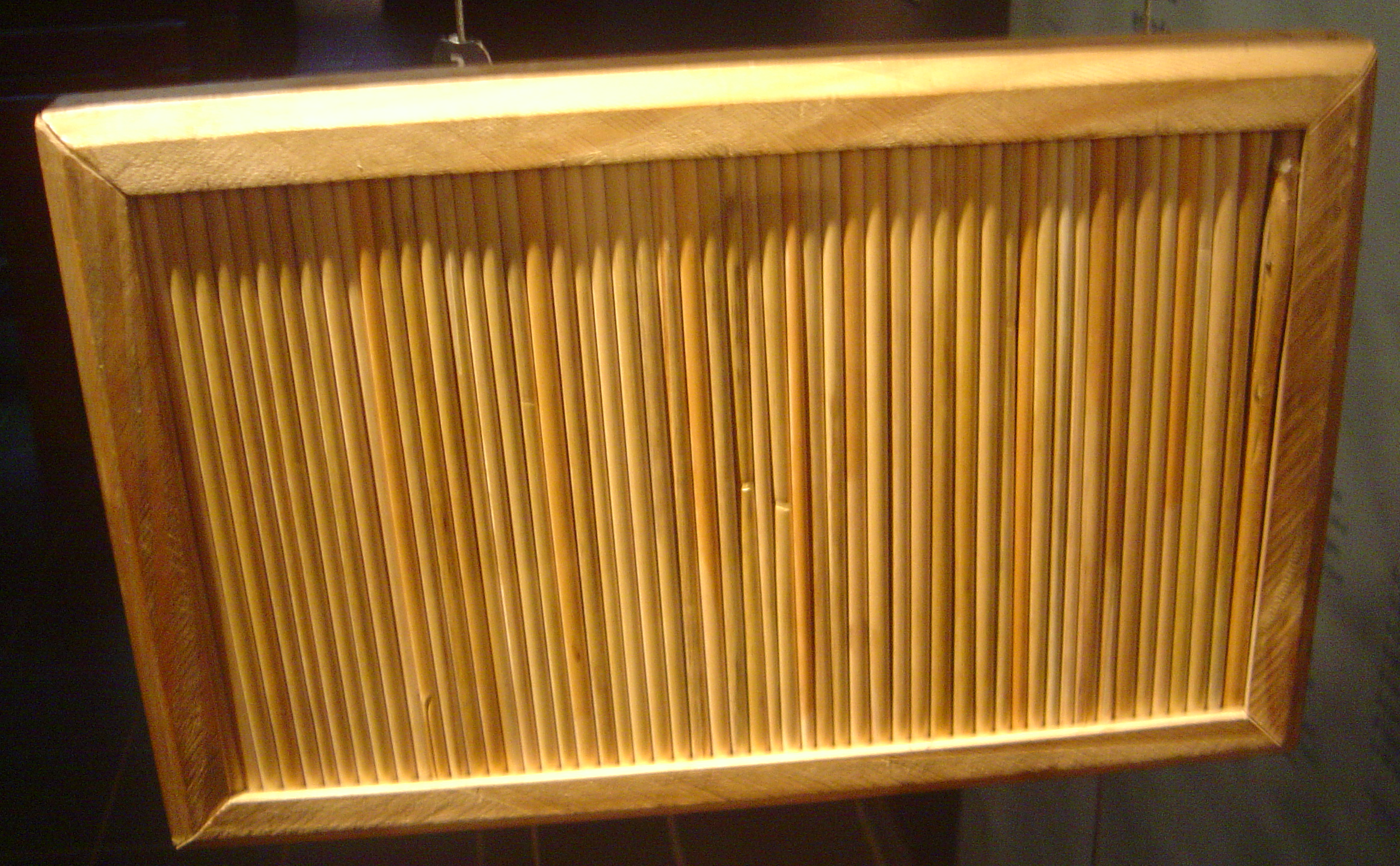
Musikinstrumentet kayamba
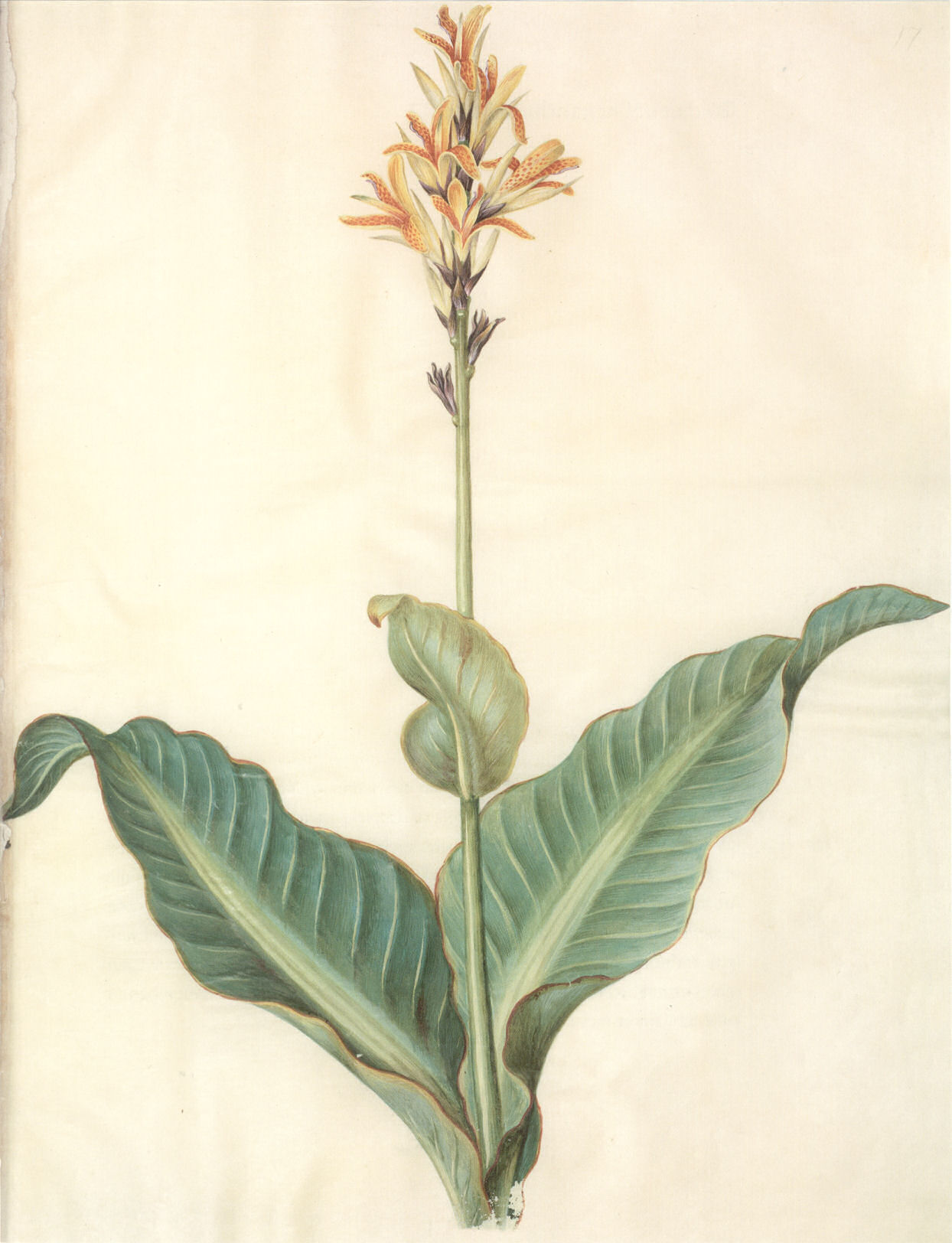
Röd arrowrot illustrerad i Gottorfer Codex